# Paul Shardlow
Paul Shardlow (Stone, 29 aprile 1943 – Stoke-on-Trent, 14 ottobre 1968) è stato un crickettista e calciatore inglese, di ruolo portiere.

## Biografia
Figlio del crickettista Bertie Shardlow, si dedicò al cricket ed al calcio. Shardlow è morto a causa di un attacco di cuore nell'ottobre del 1968 durante un allenamento.

## Carriera

### Cricket
Shardlow tra il 1960 ed il 1966 ha militato nelle Minor Counties Cricket Championship con il Straffordshire, come il padre Bertie.

### Calcio
Proveniente dal Northwich Victoria, Shardlow esordisce con lo Stoke City nella First Division 1966-1967, ottenendo con i Pots il dodicesimo posto finale. Gioca solo due incontri essendo riserva di Gordon Banks e John Farmer.
Nell'estate 1967 con lo Stoke City disputò il campionato statunitense organizzato dalla United Soccer Association: accadde infatti che tale campionato fu disputato da formazioni europee e sudamericane per conto delle franchigie ufficialmente iscritte al campionato, che per ragioni di tempo non avevano potuto allestire le proprie squadre. Lo Stoke City rappresentò i Cleveland Stokers, e chiuse al secondo posto nella Eastern Division, non qualificandosi per la finale del torneo.
L'anno seguente è ancora allo Stoke, sempre come terzo portiere alle spalle di Banks e Farmer.
Nel 1968 torna in prestito ai Cleveland Stokers, ove diventa il portiere titolare e raggiunge con i suoi le semifinali della North American Soccer League 1968, perdendole contro i futuri campioni dell'Atlanta Chiefs.